# Allées Jacques-Brel
Les allées Jacques-Brel sont les allées les plus importantes en longueur de la capitale française. C'est l'une des principales artères du 19e arrondissement de Paris, se situant sur les terre-pleins centraux de l'avenue de Flandre longue de 1 500 m.

## Situation et accès
Les allées, aménagées en rambla, relient la place de la Bataille-de-Stalingrad à la rue de Crimée. Elles permettent la promenade continue des piétons et des cyclistes le long de l'avenue de Flandre. 
La circulation est organisée autour d'un parterre central bordé d'arbres, avec des aménagements spécifiques pour les promeneurs. Elle est bordée de pistes cyclables.
Les allées sont bordées sur l'essentiel de leur longueur de divers commerces, pratiquement tous les services étant disponibles : alimentation générale, cafés, restauration (rapide, traditionnelle et étrangère), grande distribution, services bancaires, pharmacies, vente et réparation d'automobiles, vélos et cyclomoteurs, optique, librairies, téléphonie, bibliothèques, agences immobilières, etc.[réf. nécessaire]
Elles sont aujourd'hui, depuis leur réaménagement, un lieu de promenade familial destiné aux circulations douces, sur l'une des principales artères parisiennes, l'avenue de Flandre, surnommée, dans cette section "Les Champs-Elysées de l'Est parisien"[réf. nécessaire]. Cette section est illuminée pour Noël.

### Métro
- Crimée et Riquet sur la ligne 7 ;
- Stalingrad sur les lignes 2, 5 et 7.

### Voies croisées
- Rue de Kabylie
- Quai de la Seine
- Rue du Maroc
- Rue de Soissons
- Passage de Flandre
- Rue de Rouen
- Rue Riquet
- Impasse des Anglais
- Rue Duvergier
- Rue Mathis
- Rue de Crimée

## Origine du nom

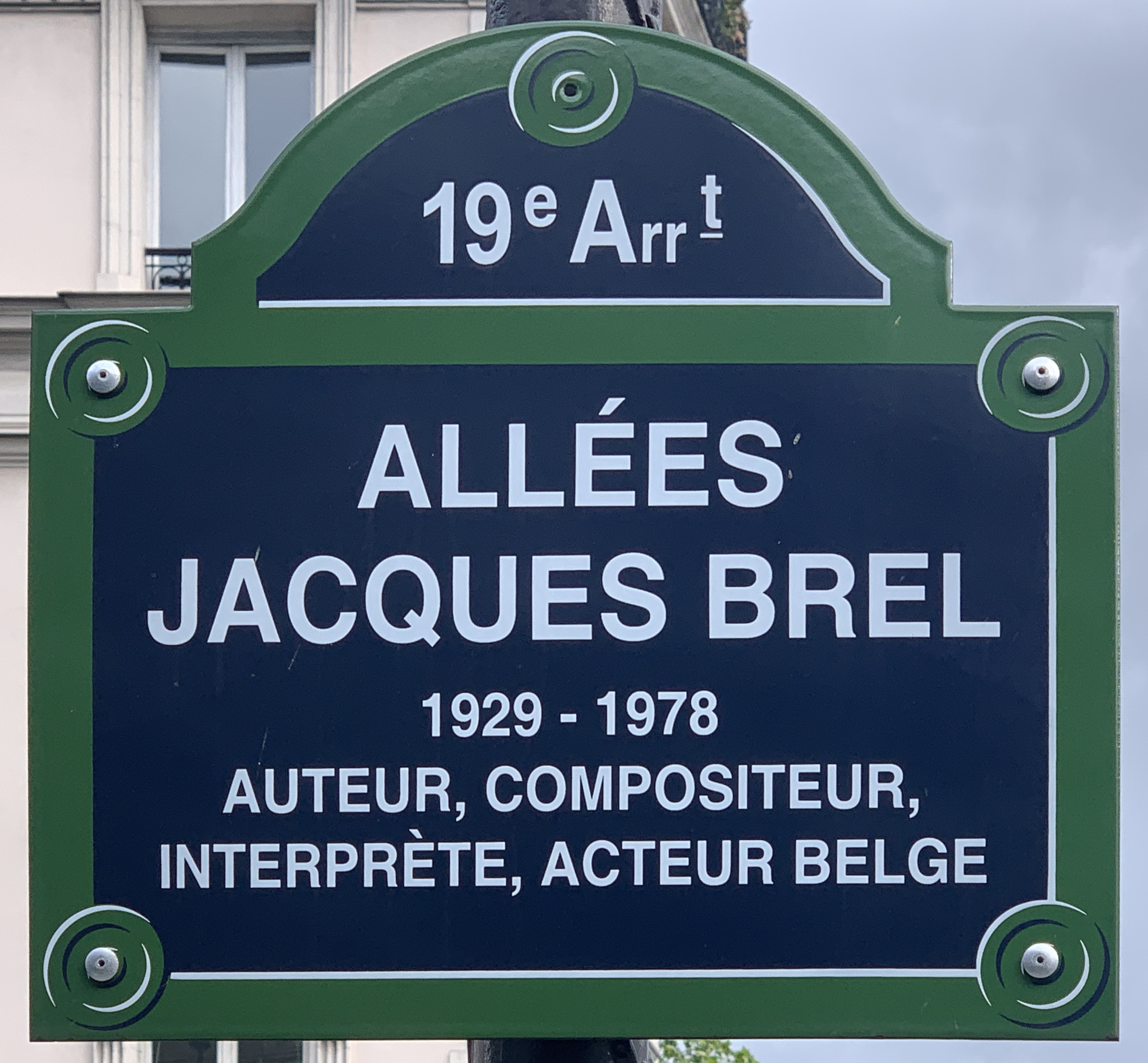
Plaque des allées.

Elles portent ce nom en hommage à l'artiste belge Jacques Brel (1929-1978).

## Historique
La Mairie de Paris a souhaité rendre hommage à l'artiste, quarante ans après sa disparition, par vote du Conseil du 19e arrondissement et du Conseil de Paris,.
Les allées ont été inaugurées le 19 juillet 2019, à proximité de la tenue de la Fête nationale de Belgique, sur le site symbolique de l'avenue de Flandre réaménagée.
Les allées sont illuminées à l'occasion des fêtes de fin d'année et accueillent périodiquement le plus grand marché aux Puces de l'est parisien, ainsi que de nombreux vide-greniers des riverains.

## Bâtiments remarquables et lieux de mémoire
- No 41 avenue de Flandre  : œuvre de l'artiste Banksy sur la façade d'un bâtiment[4].
- No 44  avenue de Flandre : cimetière des Juifs portugais  Inscrit MH (1966).
- No 60 : statue en pied de saint Laurent avec une palme dans les bras, revers plat fixée sur la façade de l'immeuble.
- Nos 67-107 : les Orgues de Flandre.
- No 110 avenue de Flandre : façade Art Déco de l'ancien cinéma Le Crimée.
- No 114 avenue de Flandre : ancienne boulangerie-pâtisserie datant du début du XXe siècle et décorée par l'atelier Benoist et Filset dont une partie du décor (toiles peintes fixées sous verre) a été récupérée par l'agence immobilière qui occupe l'édifice construit à cette adresse.  Inscrit MH (1984).
- No 144 : École nationale supérieure d'architecture de Paris-La Villette.
- No 152 avenue de Flandre  : immeuble de la seconde partie du XVIIIe siècle  Inscrit MH (1982).

Les allées Jacques Brel, du sud au nord
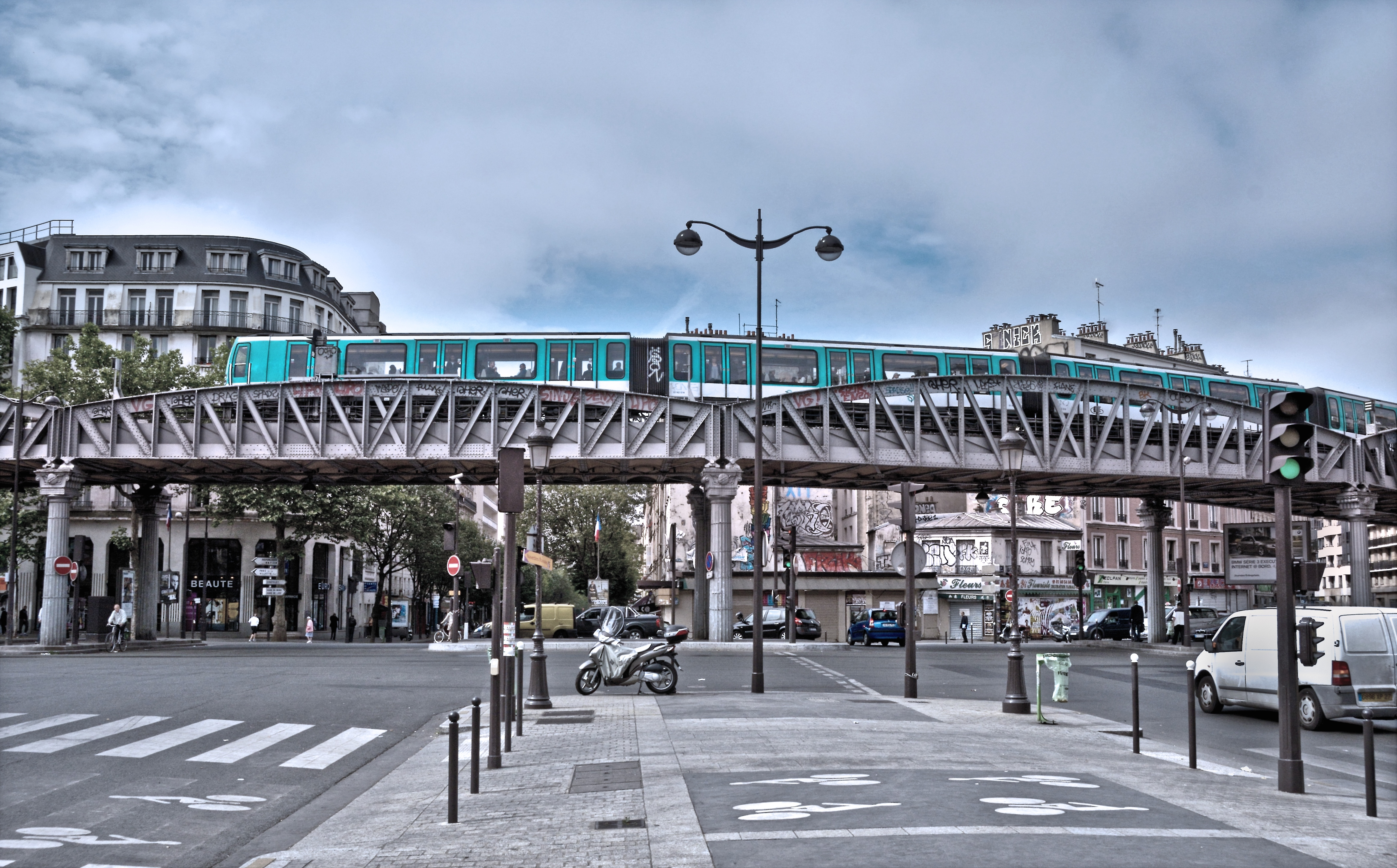
Vue du début des allées, au sud. Elles débutent place de la Bataille-de-Stalingrad.
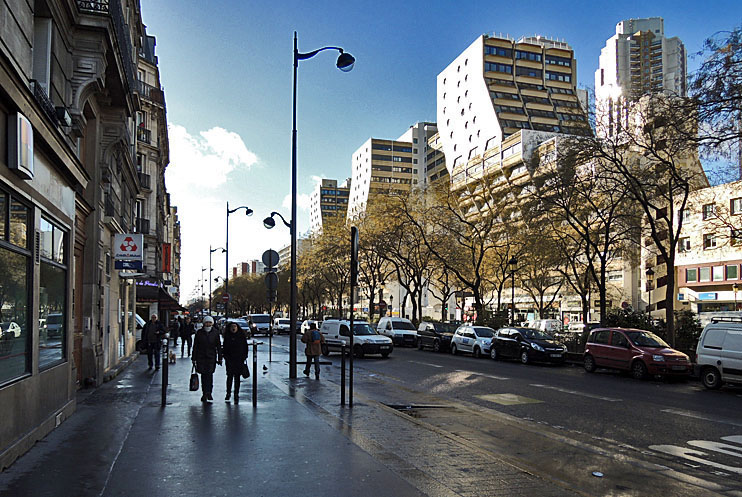
Les allées Jacques Brel à hauteur des Orgues de Flandre.
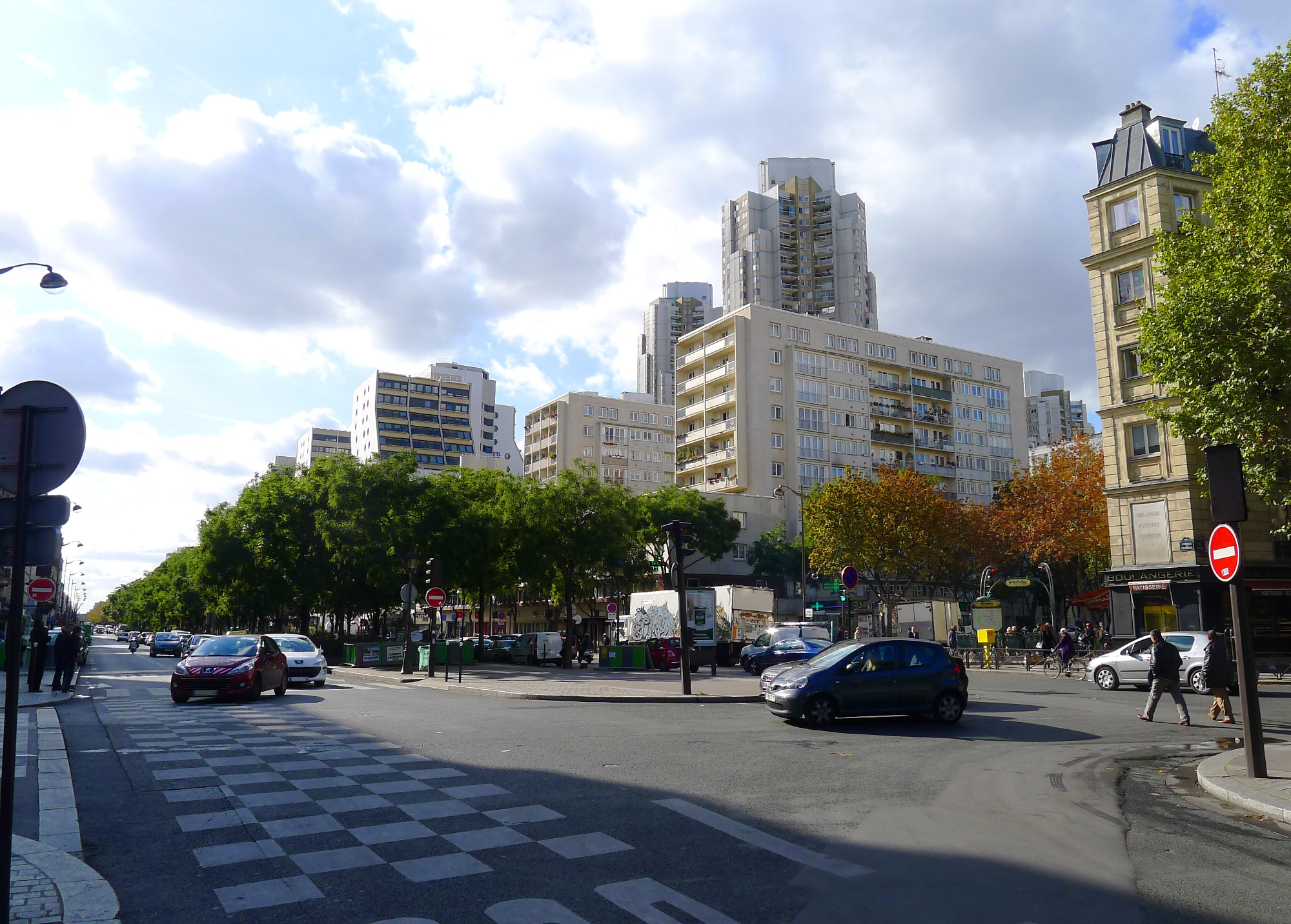
Les allées Jacques Brel à hauteur de la station de métro Crimée.